# Самуель Збогар
Самуель Збогар (словац. Samuel Žbogar; нар. 5 березня 1962) — словенський дипломат і політик. Міністр закордонних справ Словенії.

## Біографія
Народився 5 березня 1962 року. 22 роки знаходиться на дипломатичній службі Словенії. У 1993 році відкрив словенське посольство в Пекіні, Китай, де він працював до 1995. Між 1997 і 2001 рр., він був Постійним представником Словенії в ООН і працював в Постійному представництві у Раді Безпеки ООН впродовж якого Словенія набула членство у 1998 і 1999. У той час, словенський представник був Данило Тюрк, який нині є Президентом Словенії. Між 2001 і 2004 рр., був державним секретарем в міністерстві закордонних справ в кабінетах Янез Дрновшек і Антон Роп. Впродовж цього періоду, підтримував зміцнення гуманітарного аспекту зовнішньої політики і керував проектною групою для підготовки словенського головування в ОБСЄ. У 2004 році був призначеним Послом Словенії в США.
Він був членом групи з ведення переговорів про вступ до ЄС і головним посередником для набуття членства в НАТО.
Вільно володіє словенською, англійською, італійською, Французькою, хорватською, сербською мовами.